# Las Tejas (Entre Ríos)
Las Tejas es una exlocalidad argentina que actualmente es un barrio de la ciudad de Concordia, departamento Concordia de la provincia de Entre Ríos. Se halla en el distrito Yuquerí sobre la Ruta Provincial 22, a 2,5 km de la Ruta Nacional 14 y a 3 km del río Uruguay, frente al Parque Industrial de Concordia. Administrativamente depende del municipio de Concordia, de cuyo centro urbano dista unos 8 km al sur.